# Borne (Ardèche)
Borne è un comune francese di 40 abitanti situato nel dipartimento dell'Ardèche nella regione dell'Alvernia-Rodano-Alpi.

## Società

### Evoluzione demografica
Abitanti censiti